# Glanzige ooievaarsbek
De glanzige ooievaarsbek (Geranium lucidum) is een eenjarige plant die behoort tot de ooievaarsbekfamilie (Geraniaceae).

## Determinatie
De plant wordt 10–40 cm hoog en vormt een penwortel. De stengel en bladeren zijn spaarzaam behaard. De glanzende bladeren zijn gelobd tot gespleten.

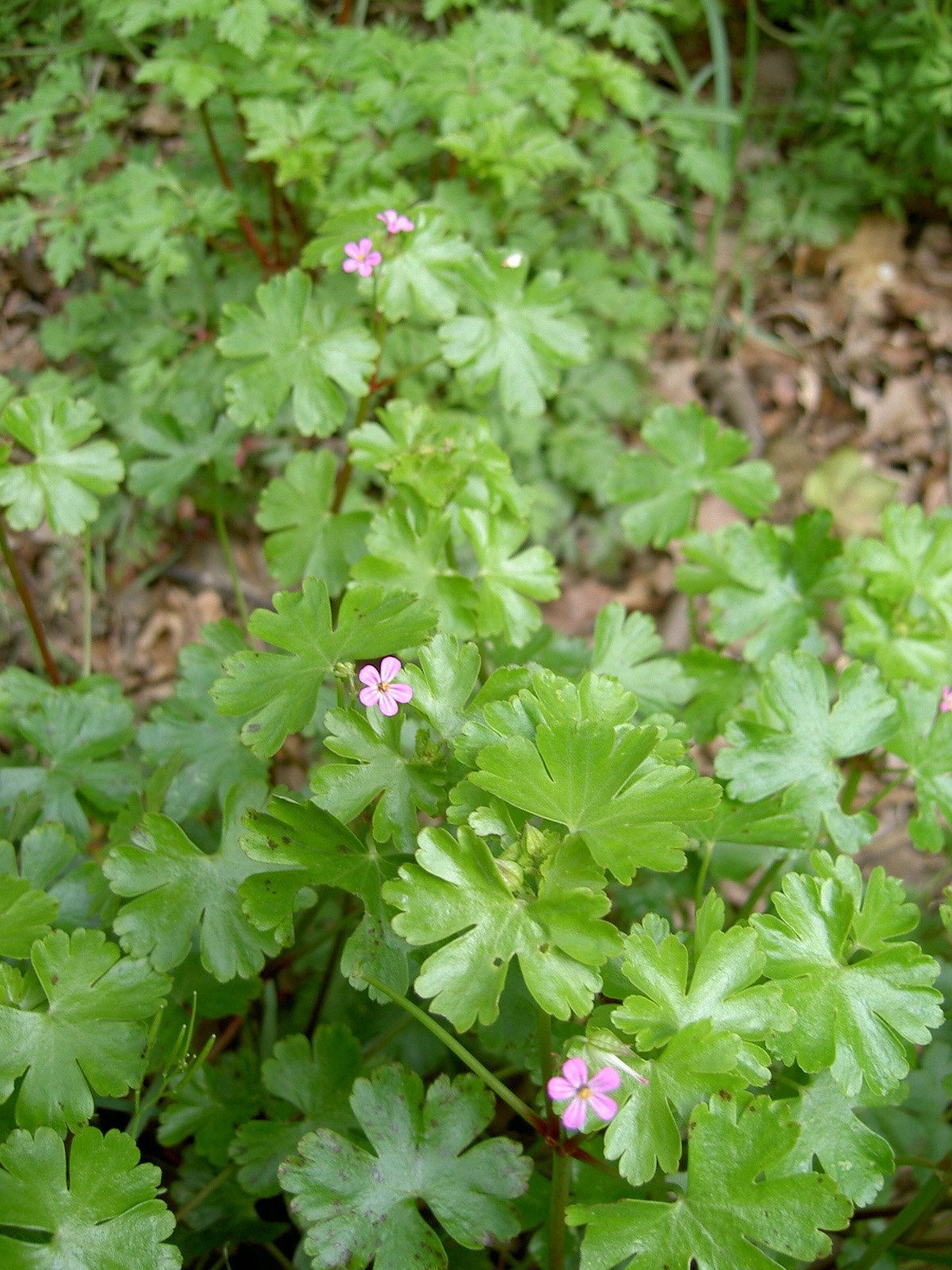
Plant

De glanzige ooievaarsbek bloeit van mei tot augustus met roze, 1,0–1,4 cm grote bloemen. De bloeiwijze is een enkelvoudig gevorkt bijscherm. De rechtopstaande, dwars gerimpelde kelkbladen hebben aan de top een stekelpunt. Na de bloei omsluiten de kelkbladen de vrucht.
De kale vrucht is een doosvrucht, die in deelvruchten uiteenvalt. De snavel van de deelvruchten laat naar boventoe boogvormig los, waardoor de zaden vrijkomen.
De glanzige ooievaarsbek lijkt op groot robertskruid (Geranium robertianum), maar de bloemen zijn iets kleiner en de bladeren minder diep gedeeld.

## Ecologie
De plant komt in de schaduw voor op vochtige, eutrofe grond in het stedelijk gebied en de binnenduinrand.

## Verspreiding
De plant komt van nature voor in Eurazië en Noord-Afrika. 

## Namen in andere talen
- Duits: Glänzender Storchschnabel
- Engels: Shining Crane's-bill, Shining Cranesbill
- Frans: Géranium luisant